# Patrick Leagas

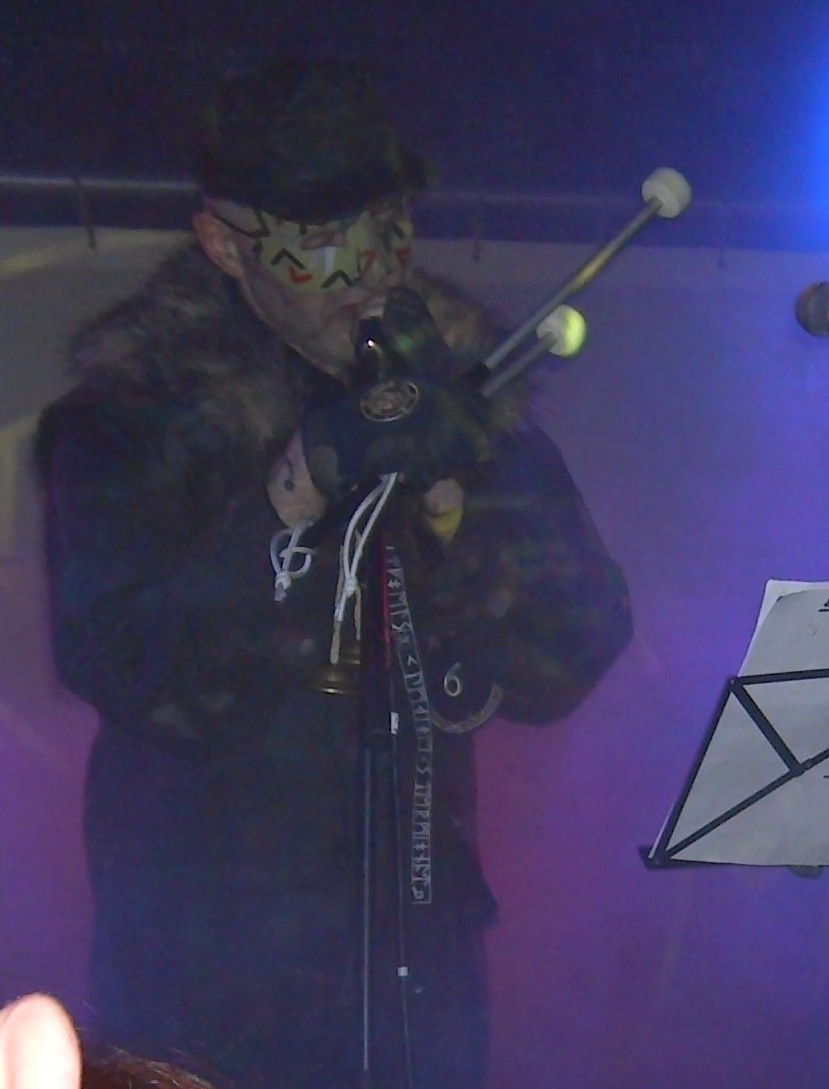
Patrick Leagas in Hamburg, 2014

Patrick Leagas (* 1961?) ist ein englischer Musiker und (neben Douglas Pearce und Tony Wakeford) Gründungsmitglied der Formation Death in June.

## Biografie
Patrick Leagas wurde 1961(?) in England geboren. Mit Richard Butler (nicht identisch mit dem Kopf der Band The Psychedelic Furs) gründete er Ende der 1970er die Punk-Band The Runners from 1984. 1979 erschien deren erste und einzige Platte, eine 4-Track-EP ohne Titel. Auf einem Konzert der Punk-Band Crisis lernte Leagas deren Bassisten Tony Wakeford kennen. Nach der Auflösung von Crisis spielte Wakeford kurz in Leagas' Band, verließ diese aber bald wieder, um mit Crisis-Gitarrist Douglas Pearce an dessen neuem Bandprojekt zu arbeiten. Nachdem er eine Demoaufnahme gehört hatte, schloss Leagas sich Pearce und Wakeford an, und gemeinsam wurde Death in June aus der Taufe gehoben.
Death in Junes monotoner Post-Punk der frühen Phase wich bald diffizileren Klängen, weshalb man Leagas' alten Mitstreiter Richard Butler zunächst als Unterstützung für Live-Konzerte anwarb. Nach dem Rauswurf von Tony Wakeford, der sich der rechtsextremen National Front zugewandt hatte, wurde das Album Nada mit Butler als drittem Bandmitglied eingespielt. David Tibet von Current 93 steuerte zusätzliche Texte bei. Nada trägt von allen Death-in-June-Alben am stärksten Leagas' Handschrift, dominiert von den Electro-Wave-Klängen von Stücken wie The Calling. Kurz nach Aufnahme der Maxisingle Born Again verließ Butler auf Drängen von Pearce die Band.
1985, nach einer Italien-Tournee, stieg Leagas, der faschistischen Ästhetik von Death in June überdrüssig, aus der Band aus. In den folgenden vier Jahren produzierte er, neben seiner Stellung als Armee-Reservist und journalistischen Reisen in Krisengebiete wie Eritrea und Afghanistan, eine Handvoll Platten mit seinem neuen Projekt Sixth Comm (auf einigen Veröffentlichungen auch Six Comm, 6 <omm oder 6comm). Dieses schloss musikalisch an die düsteren Electro-Wave-Stücke von Nada an; der inhaltliche Schwerpunkt lag auf Aspekten der nordisch-germanischen Mythologie, aggressiv anti-christlichen Texten und Stücken, die vom totalen Rückzug aus der Gemeinschaft handelten. Auf seinen Veröffentlichungen gab sich Leagas nun den Beinamen „O’Kill“.
1989 lernte Leagas die Sängerin Amodali kennen, mit der er das Projekt Mother Destruction aus der Taufe hob. Die rituell-tribalistischen Klänge von Mother Destruction gaben seinem Schaffen eine neue Richtung, wobei Leagas betonte, nur musikalisch Anteil an Mother Destruction zu haben, das inhaltliche Konzept sei allein Amodalis Werk. Seine Entscheidung, einige ihrer Aufnahmen unter dem Doppelnamen Sixth Comm/Mother Destruction herauszugeben, schufen diesbezüglich mehr Verwirrung als Klarheit, wie er später eingestand. Nach der Geburt zweier Töchter und nachlassendem kommerziellem Erfolg wurde es still um die beiden Künstler. Inzwischen gehen beide privat und musikalisch getrennte Wege.
Nach dem 2006 erschienenen Doppelalbum Headless/Let the Moon Speak, dem ersten „reinen“ Sixth-Comm-Album seit 16 Jahren, folgte eine Reihe von Live-Auftritten, unter anderem mit Freya Aswynn. Im Juni 2011 gab Leagas ein Konzert in London, danach erklärte er das Projekt Sixth Comm endgültig für beendet. Die erste Veröffentlichung von mehreren neuen angekündigten Projekten war eine Split-Single unter dem Bandnamen Schräge Musik (2010).

## Diskografie
Als Musiker
- 1978: The Runners from 1984 – The Runners from 1984 EP
- 1981: Death in June – Heaven Street (12")
- 1982: Death in June – State Laughter (7")
- 1983: Death in June – The Guilty Have No Pride
- 1984: Death in June – Burial
- 1984: Death in June – She Said Destroy (12")
- 1985: Death in June – Nada
- 1985: Death in June – Born Again (12")
- 1987: Sixth Comm – A Nothing Life (Kassette, später auf CD wiederveröffentlicht)
- 1987: Sixth Comm – Content with Blood
- 1987: Sixth Comm – The Fruits of Yggdrasil
- 1987: 6 <omm – The Taste for Flesh (12")
- 1987: Six Comm – Turn of the Wheel (Compilation)
- 1989: Six Comm – Paradise (12")
- 1990: Sixth Comm – Asylum
- 1990: Six Comm – Morthogenisis (12")
- 1990: Sixth Comm/Mother Destruction – Seething
- 1990: Sixth Comm/Mother Destruction – Archive 1
- 1990: Sixth Comm/Mother Destruction – Archive 2
- 1991: Concrete Temple (Patrick Leagas & Richard Butler) – Control
- 1992: Mother Destruction – Ascending the Spiral Groove (12")
- 1993: Sixth Comm/Mother Destruction – Grey Years
- 1993: Sixth Comm/Mother Destruction – The Birth of the Seven (7")
- 1994: Mother Destruction – Pagan Dance
- 1994: Sixth Comm/Mother Destruction – Serpent Dance
- 1994: Sixth Comm/Mother Destruction – The Little Death (Compilation)
- 1995: Sixth Comm/Mother Destruction – Live – Germany 1995 (Mini-CD & VHS)
- 1995: Sixth Comm/Mother Destruction – White Rose Live
- 1998: Mother Destruction – Fetch
- 1998: Mother Destruction – Hagazussa
- 2000: Mother Destruction – Chemantra
- 2001: Sixth Comm – Recoil (Compilation)
- 2005: Golgatha – Kydos. Reflections on Heroism (Gastmusiker, Liedtexte)
- 2006: Golgatha – Icarus e.p. (Gastmusiker)
- 2006: 6 <omm – Headless/Let the Moon Speak
- 2009: 6 Comm – Like Stukas Angels Fall
- 2010: 6comm/Freya Aswynn – Ragnarok/North Star (7")
- 2010: 6comm/Freya Aswynn – Yggdrasil Night (12")
- 2011: Schräge Musik/ACL – Eternity/III Me Me Me (Split 7")

Als Herausgeber
- 1987: Death in June – Oh How We Laughed (12")
- 1988: Hole – Other Tongues Other Flesh (12")
- 1989: Hole – Dyskinesia
- 1993: Annabelle’s Garden – Wo sind nur eure Götter hin?
- 1995: Annabelle’s Garden – Blütenrausch